# Hydrotaea iwasai
Hydrotaea iwasai este o specie de muște din genul Hydrotaea, familia Muscidae, descrisă de Shinonaga în anul 2006.
Este endemică în Taiwan. Conform Catalogue of Life specia Hydrotaea iwasai nu are subspecii cunoscute.